# Queckenstedt-Zeichen

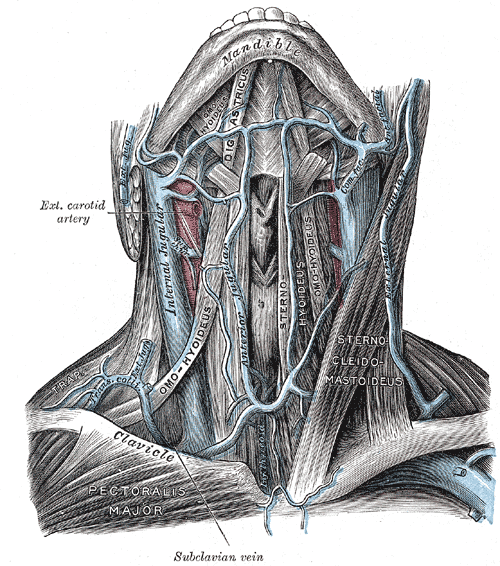
Halsvenen, anatomische Lage am überstreckten Hals: Rechts Vena jugularis interna, links Vena jugularis externa

Das Queckenstedt-Zeichen bzw. der Queckenstedt-Versuch (engl.: Queckenstedt’s sign, auch: Queckenstedt-Stookey test), benannt nach dem deutschen Neurologen Hans-Heinrich Georg Queckenstedt (1876–1918), ist ein Test zur Abklärung eines Passagehindernisses des Rückenmarkskanals.
Beim Gesunden kann durch Kompression der Jugularvenen eine Liquordrucksteigerung erreicht werden, die man im Rahmen einer Liquorpunktion durch ein schnelleres Abtropfen des Liquors nachweisen oder auch objektiv messen kann. Bleibt dies aus, kann auf einen einengenden intraspinalen Prozess, zum Beispiel Tumor, oberhalb der Punktionsstelle geschlossen werden. Durch Bildgebende Verfahren wie die Magnetresonanztomografie ist der Test in der klinischen Routine mittlerweile obsolet.

## Originalbeschreibung
- H. Queckenstedt: Zur Diagnose der Rückenmarkskompression. In: Deutsche Zeitschrift für Nervenheilkunde, 1916, 55:325-333, doi:10.1007/BF01733057.